# Can Ciano
Can Ciano és una obra de la Pera (Baix Empordà) inclosa a l'Inventari del Patrimoni Arquitectònic de Catalunya.

## Descripció
Situat a la plaça Major del nucli de Púbol, és un casal de planta baixa, pis i golfes, amb coberta de teula. L'element més remarcable de la façana és el portal d'accés, d'arc de mig punt amb grans dovelles de pedra. Les obertures són en general allindades i emmarcades en pedra. La construcció ha experimentat diverses modificacions al llarg del temps. En una de les portes hi ha un carreu que té un escut en relleu amb un mall i una enclusa, amb la data del 1575.

## Història
Can Ciano va ser bastida durant el segle xvi. A aquest segle corresponen diverses dates inscrites a la façana.